# 琉球温泉
琉球温泉（りゅうきゅうおんせん）は、沖縄県豊見城市瀬長にある温泉。

## 泉質
- ナトリウム-塩化物強塩泉
  - 泉温　50℃

## 温泉地
観光開発された那覇空港の近隣にある瀬長島に、温泉施設「龍神の湯」を併設した宿泊施設「瀬長島ホテル」が1軒存在する。
ホテル内の温泉施設「龍神の湯」は日帰り入浴可能。壺湯、ロウリュなど多種の浴槽を備える。
目の前には那覇空港があるため、部屋や温泉施設「龍神の湯」からは東シナ海と飛行機の離着陸を眺望できる。

## 歴史
- 2012年（平成24年）- 「瀬長島ホテル」開業。

- 2013年（平成25年）- ボーリングによって、温泉湧出。

## アクセス
- 那覇空港より、車又はタクシーで10分。